# O Desbravador
O Desbravador, é um monumento localizado no município de Chapecó, Santa Catarina. Com 14 metros de altura e 5,70 metros de largura, a escultura retrata um gaúcho segurando um machado e um ramo de louro, simbolizando o trabalho e a vitória dos desbravadores que fundaram a cidade. 
Idealizado pelo fotógrafo Victorino Zolet e pelo renomado artista plástico Paulo de Siqueira, o monumento foi inaugurado em 25 de agosto de 1981, como símbolo de orgulho e resistência da comunidade chapecoense.
Situado no centro de Chapecó, o monumento fica próximo à praça que homenageia o Coronel Bertaso – colonizador do município. Também está ao lado da Catedral Santo Antônio, criada por Dom Daniel Hostin, Bispo de Lages, em junho de 1931.